# Droit du travail au Royaume-Uni
Pour les autres articles nationaux ou selon les autres juridictions, voir Droit du travail.
Le droit du travail au Royaume-Uni a considérablement évolué depuis quarante ans, à la suite de l'action des syndicats, des réformes néolibérales, et de l'entrée du pays dans l'Union européenne. Le Royaume-Uni a ainsi dû mettre en place une procédure d'information et de consultation préalable des représentants des salariés en cas de licenciement économique par application des directives européennes.

## Un droit issu de la législation
La principale source du droit du travail au Royaume-Uni est aujourd'hui législative et non, comme une grande partie du droit anglo-saxon, jurisprudentielle : Employment Rights Act de 1996 (en), National Minimum Wage Act de 1998 (en) créant un salaire minimum, Employment Act de 2002, textes particuliers interdisant la discrimination en fonction du sexe (Sex Discrimination Act de 1975 (en)), de la « race » (Race Relations Act de 1976 (en)), du handicap (Disability Discrimination Act de 1995 (en)), de l'orientation sexuelle, de la religion et (en 2006) de l'âge (Employment Equality (Age) Regulations de 2006 (en)). Ce droit est à peu près identique dans les différentes régions du Royaume-Uni.

## Règlement des litiges
En cas de litige entre un salarié et son employeur, l'affaire peut être portée devant un tribunal portant le nom de Employment Tribunal (en). Les parties doivent toutefois, sous peine de sanction, avoir au préalable suivi une méthode de conciliation amiable définie par l'Employment Act de 2002.
Un employé ne peut porter devant le tribunal une plainte pour licenciement abusif (unfair dismissal) que s'il est en poste depuis au moins deux ans. Le gouvernement de David Cameron a porté cette condition d'ancienneté à deux années. Il existe toutefois des exceptions dans le cas d'une femme enceinte ou d'une plainte pour discrimination raciale ou de lanceurs d'alertes (whistleblowing).
À peine 18 % des saisines de l'Employment Tribunal aboutissent à l'audience en raison d'une procédure très complexe.

## Temps de travail
La durée du temps de travail n'est pas fixée de manière uniforme. Si la durée travaillée par semaine est à peu près la même au Royaume-Uni que dans le reste de l'Europe, la distribution est beaucoup plus large entre les nombreuses personnes qui travaillent à temps partiel, d'une part, et celles qui ont de longues durées de travail, d'autre part. En 1998, le gouvernement a fixé une limite de temps travaillé de 48 heures en moyenne dans le cadre du droit européen. Les employés peuvent toutefois travailler plus en signant une « clause de retrait » (opting out), disposition critiquée par les syndicats mais acceptée par la Commission européenne.